# Jared S. Gilmore
 (juillet 2014).
Si vous disposez d'ouvrages ou d'articles de référence ou si vous connaissez des sites web de qualité traitant du thème abordé ici, merci de compléter l'article en donnant les références utiles à sa vérifiabilité et en les liant à la section « Notes et références ».
Jared Scott Gilmore, plus connu sous le nom de Jared Gilmore né le 30 mai 2000 à San Diego, en Californie, est un acteur américain, surtout connu pour son rôle de Bobby Draper dans Mad Men et celui d'Henry Mills dans Once Upon a Time.

## Biographie
Gilmore a joué dans la série américaine Mad Men sous le rôle de Bobby Draper en 2009. Il est le troisième acteur à jouer le personnage, après Maxwell Huckabee et Aaron Hart, depuis 2007. En 2011, Gilmore a quitté Mad Men et a rejoint le casting dans la série fantastique Once Upon a Time pour le rôle d'Henry Mills, le fils biologique d'Emma Swan et le fils adoptif de Regina, la méchante Reine. Il est aussi le seul résident de Storybrooke qui n'est pas sous le charme de la Méchante Reine. Il joue dans cette série aux côtés de Jennifer Morrison, Colin O'Donoghue, Lana Parrilla, Ginnifer Goodwin, Josh Dallas, Emilie de Ravin, Rebecca Mader et Robert Carlyle.
À la 33e Young Artist Awards, il a remporté le prix pour la meilleure performance dans une série télévisée - Jeune Acteur. L'année suivante, lors de la 34e Young Artist Awards, il a été nommé pour la meilleure performance dans une série télévisée - Jeune Acteur. Il a également été inclus dans la distribution de Mad Men quand il a remporté le Screen Actors Guild Award pour performance exceptionnelle dans une série dramatique, en 2010 pour la saison 3.

## Filmographie

### Télévision
- 2008:  FBI : Portés disparus : Matthew (épisode Driven)
- 2008 : Eleventh Hour : Owen (épisode Titans)
- 2009 : Roommates : Graham (épisode: The Trash 'N Treasures)
- 2009-2010 : Mad Men : Bobby Draper (19 épisodes)
- 2010 : Hawthorne : Infirmière en chef : Justin Adams (3 épisodes)
- 2010 : Men of a Certain Age : Kenneth (épisode Cold Calls)
- 2011 : Wilfred : Ryan jeune
- 2011-2018 : Once Upon a Time : Henry Mills (acteur principal)

### Cinéma
- 2009 : Opposite Day : Bébé Bailiff
- 2010 : Une nounou pour Noël : Jonas Ryland

## Récompenses et nominations
saturne Award 2014 pour le rôle d. Henry Mills dans Once upon a time